# Christoph Urdl
Christoph Urdl (* 17. August 1999) ist ein österreichischer Fußballspieler.

## Karriere
Urdl begann seine Karriere beim SVU Liebenau. Zur Saison 2007/08 wechselte er in die Jugend des SK Sturm Graz, bei dem er dann ab der Saison 2013/14 auch sämtliche Altersstufen in der Akademie durchlief. Im Oktober 2016 debütierte er zudem für die Amateure von Sturm in der Regionalliga. In der Saison 2016/17 kam er zu sieben Einsätzen für Sturm II in der dritthöchsten Spielklasse. In der Saison 2017/18 absolvierte er 13 Regionalligapartien. In der Saison 2018/19 kam er zu 15 Einsätzen, in denen er dreimal traf. In der COVID-bedingt abgebrochenen Spielzeit 2019/20 absolvierte er alle 17 Spiele.
Zur Saison 2020/21 verließ Urdl Sturm nach 13 Jahren und wechselte innerhalb der Regionalliga Mitte zum Deutschlandsberger SC. Für den DSC absolvierte er in der ebenfalls abgebrochenen Saison 2020/21 alle 13 Partien. In der Saison 2021/22 erzielte der Angreifer zwölf Tore in 30 Einsätzen. In der Saison 2022/23 absolvierte er alle 30 Saisonspiele und machte dabei 17 Tore.
Zur Saison 2023/24 wechselte Urdl zum Bundesligisten TSV Hartberg, bei dem er einen bis 2025 laufenden Vertrag erhielt. Sein Debüt in der Bundesliga gab er im Juli 2023, als er am ersten Spieltag jener Saison gegen den SC Austria Lustenau in der 88. Minute für Ousmane Diakité eingewechselt wurde. Insgesamt kam er zu zehn Bundesligaeinsätzen für Hartberg.
Im September 2024 wechselte er leihweise zum Zweitligisten ASK Voitsberg. Während der Leihe kam er zu 22 Einsätzen in der 2. Liga, aus der er mit Voitsberg aber abstieg. Zur Saison 2025/26 kehrte Urdl nicht mehr nach Hartberg zurück, sondern wechselte zu Regionalligist SC Kalsdorf.

## Persönliches
Sein Onkel Markus Schopp war ebenfalls Fußballspieler und wurde nach seinem Karriereende als Aktiver Fußballtrainer. Urdls Urgroßvater war der deutsche Fußballspieler und -trainer Franz Schopp.